# Xã Jackson, Quận Sanborn, South Dakota
Xã Jackson (tiếng Anh: Jackson Township) là một xã thuộc quận Sanborn, tiểu bang Nam Dakota, Hoa Kỳ. Năm 2010, dân số của xã này là 78 người.